# فرودگاه فرانکلین دلانو روزولت
فرودگاه فرانکلین دلانو روزولت (به انگلیسی: F.D. Roosevelt Airport) یک فرودگاه همگانی با کد یاتا EUX است که یک باند فرود آسفالت دارد و طول باند آن ۱۳۰۰ متر است. این فرودگاه در شهر سینت یوستیشس جزایر کارائیب هلند قرار دارد .